# Phytophthora
Phytophthora è un genere appartenente alla classe degli Oomycetes.

## Descrizione
Una delle caratteristiche morfologiche principali di questo genere è che gli zoosporangi sono portati da rami sporangiofori poco differenziati dalle ife vegetative. A differenza del genere Pythium, gli zoosporangi sono di forma limoniforme e si distaccano dal ramo sporangioforo.

## Tassonomia
Appartengono al genere Phytophthora molte specie parassite di piante, di cui attaccano il fusto (provocando marciumi del colletto) o i frutti, provocando marciumi tipo l'"allupatura" degli agrumi.
Le specie di maggiore interesse sono:
- Phytophthora infestans
- Phytophthora cambivora
- Phytophthora parasitica
- Phytophthora cactorum
- Phytophthora citrophthora
- Phytophthora cinnamoni
- Phytophthora phaseoli